# Effet Moran
En écologie des populations, le théorème de Moran (ou effet Moran) stipule que la corrélation temporelle de deux populations distinctes de la même espèce est égale à la corrélation entre les variabilités environnementales dans lesquelles elles vivent.
Le théorème porte le nom du statisticien australien Patrick Moran, qui l'a énoncé dans un article sur la dynamique des populations des lynx du Canada. Il a été utilisé pour expliquer la synchronisation de populations largement dispersées. Cela a comme conséquence importante pour l’écologie de la conservation que la viabilité des populations structurellement dispersées spatialement est inférieure à celle que l’on pourrait attendre des populations locales : cela augmente la probabilité que plusieurs populations locales disparaissent simultanément.
Dans sa forme originale, on l'énonce ainsi : Si les deux populations ont une dynamique de population donnée par
{\displaystyle N_{1}(t+1)=f(N_{1}(t))+\epsilon _{1}(t)}
{\displaystyle N_{2}(t+1)=f(N_{2}(t))+\epsilon _{2}(t)}
où {\displaystyle N_{i}} est la taille de la population {\displaystyle i}, {\displaystyle f} est une fonction de renouvellement linéaire mettant à jour les populations de la même manière, et {\displaystyle \epsilon _{i}} les variabilités environnementales. Alors {\displaystyle \rho _{N_{1},N_{2}}=\rho _{\epsilon _{1},\epsilon _{2}}} ; où {\displaystyle \rho _{N_{1},N_{2}}} est la corrélation entre les populations et {\displaystyle \rho _{\epsilon _{1},\epsilon _{2}}} la corrélation entre leurs environnements. Cela signifie que les populations sont corrélées par leurs environnements sans autre terme de couplage explicite et cet effet ne repose pas sur une forme particulière de fonction de renouvellement. {\displaystyle f}.
La forme originale supposait une structure strictement linéaire, mais cette hypothèse peut être affaiblie pour permettre des fonctions non linéaires. Il a été suggéré d'utiliser le terme « effet Moran » pour les systèmes qui ne suivent pas strictement la description originale. Dans le cas général, les corrélations seront plus faibles et la précision de la description de Moran dépend de la tendance des populations à converger vers un état d'équilibre (bonne précision pour une faible variabilité de la variance) ou à osciller (éventuelle rupture de la corrélation).
Avec la dispersion et la prédation, l'effet Moran fait partie des 3 facteurs majeurs responsables de la synchronisation des populations
Il a été testé expérimentalement dans un certain nombre de cas, tels que la variation de la production de fruits, la production de glands, les populations d'oiseaux  et les poissons des récifs coralliens.